# Biblioteca Militară Națională
Biblioteca Militară Națională este o instituție a Armatei române, care a fost înființată din Poruncă Domnească și cu înalta Aprobare a Domnitorului Alexandru Ioan Cuza, sub titulatura Biblioteca Ministerului de Război. În prezent, funcționează în clădirea Palatului Cercului Militar Național.

## Istoric

Bustul lui Nicolae Densusianu expus în sala de lectură a Bibliotecii Militare Naționale

#### Precursori
Prima bibliotecă militară românească datează din anul 1845, în Moldova, înființată prin Porunca de zi nr. 122/1845 a Miliției Moldovei). Un document semnat de prințul Dimitrie Sturdza la Iași, în 10 noiembrie 1846, stabilea un "Regulament al bibliotecii militare".
În Muntenia, la începutul anului 1852, cu prilejul înfințării "școlii militare de ofițeri din București", coloneii E. Florescu și D. Costaforu donează primele cărți pentru biblioteca acestei școli. 

#### Biblioteca

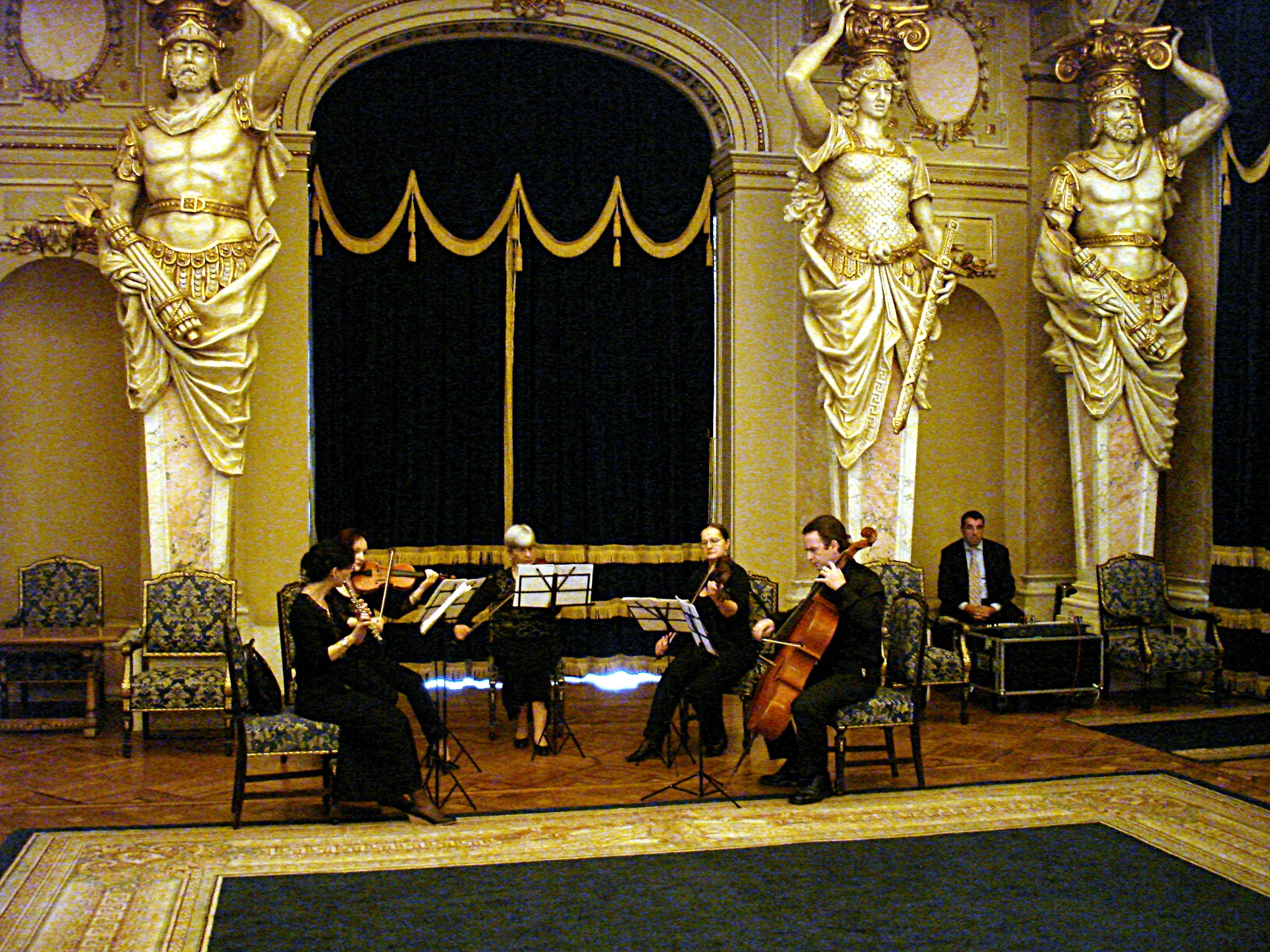
Sala de Marmură a Cercului Militar Național din București, cu ocazia sărbătoririi a 150 de ani de la înființarea Bibliotecii Militare Naționale

Înființarea propriu-zisă s-a făcut prin Ordinul de zi pe întreaga Oștire nr. 93, din data de 25 mai 1860, emis de ministrul de război, la acea dată colonelul, mai târziu generalul Ioan Emanoil Florescu
De la înființare, biblioteca a acumulat un valoros fond de carte și colecții de periodice provenite din finanțări ale Ministerului Apărării Naționale, donații ale cadrelor militare și ale unor personalități ale științei și culturii românești; din schimburi internaționale și interbibliotecare.
Structura și funcționalitatea instituției se datorează, în mare măsură, marelui cărturar, membru corespondent al Academiei Române, Nicolae Densusianu, care a condus biblioteca în perioada 1884-1911.
Cataloagele bibliotecii, tipărite în anii 1867,1877 și 1898, includ lucrări de patrimoniu, precum cronica polonă a lui Martin Cromer, tipărită la Basel, în 1555, câteva volume ale colecției istorice Theatrum europaeum scoase la Frankfurt am Main, între anii 1662 și 1717, Analele cronicarului bizantin Ioan Zonaras, într-o ediție venețiană din 1729, cele 19 tomuri de opere postume ale regelui Prusiei, Frederic al II-lea, apărute la 1789 la Amsterdam ș.a., precum și primele regulamente militare românești tipărite, unele în tipografia lui Ion Heliade-Rădulescu, altele în cea a Colegiului Sf. Sava, un Regulament Organic, având aplicată ștampila primei biblioteci militare românești, cea înființată la Iași, în 1845, de Dimitrie Sturdza.
Biblioteca a suferit și o serie de pierderi de carte, prima dată în timpul refugiului spre nordul Moldovei din Primul Război Mondial, când s-au distrus cărți și colecții de o inestimabilă valoare. 
Apoi, după al Doilea Război Mondial, prin aplicarea art. 16 din Convenția de Armistițiu din 12 septembrie 1944, reprezentantul Aliaților - un consilier sovietic - a condus personal operațiunea care a avut drept consecință devastarea fondurilor de carte ale bibliotecii. Sub presiunea Comisiei Aliate, Ministerul Propagandei a tipărit 21 de volume, care conțineau lucrările ce trebuiau interzise; în consecință, biblioteca a fost silită să aplice măsurile draconice stabilite, sub acoperirea Comisiei Aliate de Control, de Armata sovietică de ocupație, de înlăturare brutală și nefirească din fondurile sale de publicații a așa-zisei literaturi fasciste și anti-sovietice, etichetă sub care erau avute în vedere, de fapt, majoritatea cărților și publicațiilor periodice apărute în vechiul regim. În aceeași idee, un ordin din 1956 al Ministrului Forțelor Armate, generalul Leontin Sălăjan, prevedea „scoaterea din uz și distrugerea prin ardere a întregii literaturi militare tipărite înainte de 1947, cu excepția celei de înzestrare artileristică".

## Situația prezentă
Actuala Biblioteca Militară Națională continuă fosta Bibliotecă Centrală a Ministerului Apărării Naționale care, din 1954, reunește fondurile care s-au aflat la Marele Stat Major, Direcția Superioară Politică a Armatei, Casa Oștirii și Casa Centrală a Armatei, fiind găzduită în clădirea Cercului Militar Național din București, care avea bibliotecă din 1878.
Fondul bibliotecii conține peste 200 000 de volume, care constau din enciclopedii naționale și internaționale, enciclopedii militare apărute în diferite țări, lucrări de istorie, artă și știință militară, tehnică civilă și militară, lucrări din toate domeniile cunoașterii și creației umane, inclusiv literatură și artă.
Legea 346 din 21 iulie 2006 privind organizarea și funcționarea Ministerului Apărării, prevede, între altele: 
Art. 47. - (4) În cadrul Ministerului Apărării funcționează următoarele instituții de interes național: Muzeul Militar Național, Biblioteca Militară Națională și Cercul Militar Național.

## Distincții
Prin Decretul nr. 569 din 8 iulie 2004, semnat de președintele României Ion Iliescu, publicat în „Monitorul Oficial al României", Partea I, Legi, decrete, hotărâri, alte acte, nr.633, marți, 13 iulie 2004, p.2., Președintele României decretează: 
- Articol unic. - Se conferă Ordinul Meritul Cultural în grad de Comandor, Categoria E - „Patrimoniul cultural național", Bibliotecii Militare Naționale din București.

Cu următoarea motivație: pentru prodigioasa activitate de păstrare și valorificare a tradițiilor militare românești din cultura scrisă, pentru contribuția avută la crearea unei bune imagini publice a Armatei Române atât pe plan intern, cât și internațional.